# Élection présidentielle américaine de 2020 dans l'Ohio
L'élection présidentielle américaine de 2020 en Ohio a lieu le 3 novembre 2020 comme dans les 50 autres États ainsi que le district de Columbia. Les électeurs de l'Ohio choisiront des grands-électeurs pour les représenter dans le collège électoral à travers un vote populaire. L'État de l'Ohio possède 18 grands-électeurs.  

## Résultats
| Candidats et colistiers  | Candidats et colistiers            | Partis            | Vote populaire | Vote populaire | Grands électeurs |
| Candidats et colistiers  | Candidats et colistiers            | Partis            | Voix           | %              | Grands électeurs |
| ------------------------ | ---------------------------------- | ----------------- | -------------- | -------------- | ---------------- |
|                          | Donald Trump Mike Pence            | Parti républicain | 3 154 834      | 53,3           | 18               |
|                          | Joe Biden Kamala Harris            | Parti démocrate   | 2 679 165      | 45,2           | 0                |
|                          | Jo Jorgensen Spike Cohen           | Parti libertarien | 67 569         | 1,1            | 0                |
|                          | Howie Hawkins Angela Nicole Walker | Parti vert        | 18 812         | 0,3            | 0                |
|                          | Autres candidats                   | Autres candidats  | 1 822          | > 0            |                  |
|                          |                                    |                   |                |                |                  |
| Total                    | Total                              | Total             |                | 100            | 18               |
| Abstention               |                                    |                   |                |                |                  |
| Inscrits / participation |                                    |                   |                |                |                  |